# Буда (Валча)
Буда (рум. Buda) насеље је у Румунији у округу Валча у општини Окнеле Мари. Oпштина се налази на надморској висини од 419 m.

## Становништво
Према подацима из 2002. године у насељу је живело 100 становника, од којих су сви румунске националности.